# Eta Herculis
Eta Herculis is een ster in het sterrenbeeld Hercules. De ster staat soms ook bekend als Sophian. Eta Herculis staat op 109 lichtjaar afstand.